# فهرست معماران ارمنی
فهرست معماران ارمنی این مقاله فهرستی از معماران ارمنی در ارمنستان و در کشورهای مختلف به عنوان جماعت ارمنیان پراکنده توانسته‌اند با درک نیازهای خویش دست به خلق آثار معماری به عنوان یادگارها و انعکاسی از تحولات فرهنگی روزگار خود بزنند معرفی می‌شوند.

## ارمنستان باستان
- معمار تردات

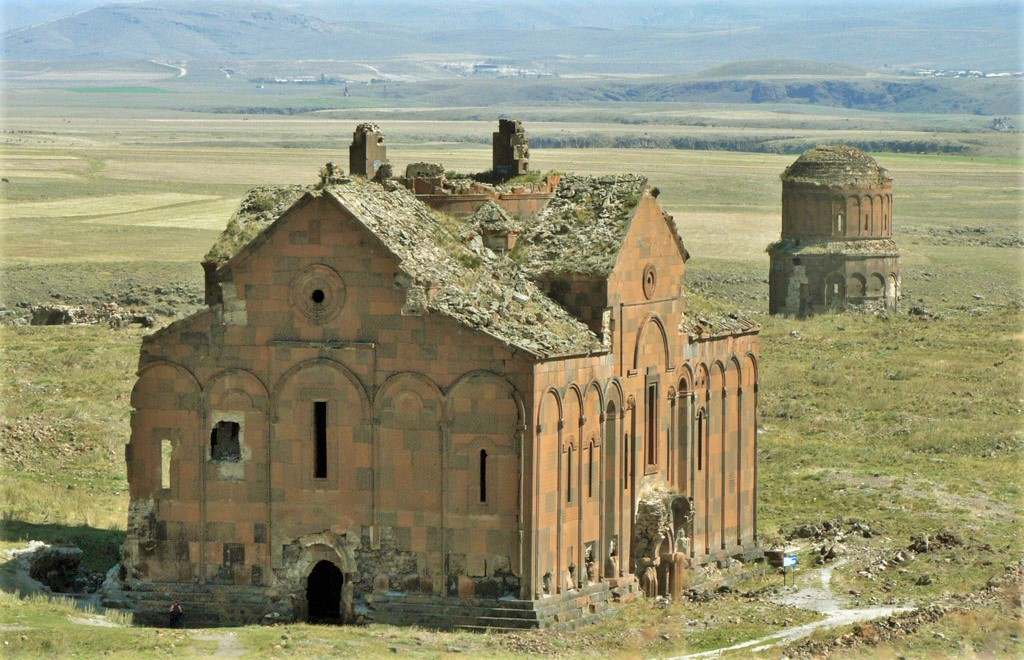
کلیسای آنی شروع ساخت ۹۸۹م پایان ساخت ۱۰۰۱م

معمار تِردات، (متولد ۹۴۰ میلادی، وفات ۱۰۲۰ میلادی)، او معمار پادشاهان دودمان باگراتونی بود. او را در اروپا یکی از پیشگامان معماری گوتیک می‌نامند. تِردات مهندس معمار کلیسای آنی در آنی (شهر باستانی) می‌باشد، او توانست این کلیسا را در سال ۱۰۰۱ میلادی به اتمام برساند. زمین‌لرزه بزرگ ۲۵ اکتبر ۹۸۹ میلادی که باعث فروریختن گنبد بزرگ ایاصوفیه شد، باسیل دوم از تِردات خواست که گنبد را ترمیم نماید.

## ایران
- آودیس اوهانجانیان

آودیس اوهانجانیان

آودیس (اونیک) اوهانجانیان (متولد ۱۲۶۱ خورشیدی در ایروان- وفات ۱۳۲۹ خورشیدی)، معمار. وی دانش‌آموختهٔ مؤسسهٔ فناوری تمسک روسیه در رشتهٔ معماری بود.
آثار او عبارت اند از:
(جادهٔ تبریز - ارسباران)
(احداث خیابان اصلی تبریز (امام خمینی کنونی))
(باغ و مجتمع گلستان تبریز (باغ گلستان))
(تالار فرهنگ تبریز)
(برج ساعت تبریز مقابل کاخ شهرداری تبریز)
- لوون تادوسیان

لوون تادوسیان (زاده۱۲۷۶ ش-وفات ۱۳۵۹)، مهندس معمار، در تهران به دنیا آمد.
وی دانش‌آموختهٔ رشتهٔ مهندسی ساختمان از فرانسه بود.
آثار او عبارت‌اند از: (میدان حسن‌آباد (تهران)، کاخ مرمر و کاخ‌موزه سفید سعدآباد)
- اوژن آفتاندلیانس

اوژن آفتاندلیانس (زاده۱۲۹۲-وفات ۱۳۷۶ش)، معمار، در تبریز به دنیا آمد. وی دارای تحصیلات عالی در رشتهٔ معماری از مدرسهٔ هنرهای زیبای پاریس بود. آفتاندلیانس به مدت سی سال در دانشکدهٔ هنرهای زیبای دانشگاه تهران به تدریس پرداخت.
آثار او عبارت اند از:
(تالار وحدت (رودکی))
(تالار فرهنگ)
(موزهٔ مردم‌شناسی ایران)
(دبیرستان نوربخش)
(موزهٔ کلیسای وانک اصفهان)
(نخستین ساختمان‌های فرودگاه بین‌المللی مهرآباد)
(سینما گلدن سیتی (سینما فلسطین))
(کلیسای سرکیس مقدس)
- پل آبکار

پُل آبکار (۱۲۸۷–۱۳۴۹) (۱۹۰۸–۱۹۷۰) از معماران نوگرای ایرانی ارمنی تبار بود.
آثار او عبارت اند از:
(ساختمان سینما نیاگارا)
(ایستگاه رادیو (بی‌سیم))
(ساختمان کلیسای ارامنه کاتولیک واقع در خیابان شمالی سفارت روسیه).
(مدرسه کر و لال‌های باغچه‌بان)
(کلیه ساختمان‌های پیشکاری‌ها و ادارات وزارت دارایی استان‌ها و ساختمان‌های گمرکات).
- رستم وسکانیان

رُستُم وُسکانیان (۱۳۱۱ تبریز-۲۰ مرداد ۱۳۹۲ آمریکا) معمار ایرانی ارمنی‌تبار بود.
آثار او عبارت اند از:
(کلوپ ارامنه سال ۱۳۴۵ش).
(بنا کودکستان ارامنه تبریز سال ۱۳۵۰ش).
(ورزشگاه آرارات تهران بین سال‌های ۱۳۴۹–۱۳۵۴ش ساخته شده‌است).
(عبادت گاه صلیب مقدس بین سال‌های ۱۳۶۳–۱۳۶۵ش در آرارات تهران).
(مرکز هنری شوشی، در قره باغ در سال ۱۳۸۳ش).
- کریستاپور تادوسیان

کریستاپور (کریستوفر) تادوسیان (۱۲۸۴–۱۳۷۱ش)، معمار، در تفلیس به دنیا آمد. وی دانش‌آموختهٔ دانشکدهٔ معماری ژنو بود. تادوسیان عضو همایش بین‌المللی معماری مدرن بود و با لوکوربوزیه، همکاری داشت.
آثار او عبارت اند از:
(ساختمان بانک ملی اهواز)
(بیمارستان فیروزگر)
(تادوسیان برای طرح ساختمان‌های ضد زلزله مفتخر به دریافت نشان طلای همایش بین‌المللی معماری مدرن شد).
- گابریل گورکیان

گابریل گورکیان (زاده ۱ آذر ۱۲۷۹ خورشیدی (۲۱ نوامبر ۱۸۹۲)، در استانبول امپراتوری عثمانی، درگذشت ۴ آبان ۱۳۴۹ خورشیدی (۲۹ اکتبر ۱۹۷۰) در آنتیب فرانسه) از پایه گذاران معماری نوین در ایران، وی دانش‌آموختهٔ دانشگاه معماری و هنرهای کاربردی وین بود.
آثار او عبارت اند از:
(کاخ دادگستری تهران)
(ساختمان ۷ وزارت امور خارجه (کاخ شهربانی پیشین))
(وزارت صنایع)
(باشگاه افسران)
(آمفی تئاتر مدرسهٔ نظام)
- گورگن پیچیکیان

گورگن پیچیکیان (۱۲۹۵–۱۳۷۶ش)، معروف به مهندس گرگین، معمار، در ولگوگراد به دنیا آمد. وی دانش‌آموختهٔ رشته معماری بود.
آثار او عبارت اند از:
(بیمارستان بانک ملی تهران)
(شعبهٔ مرکزی بانک ملی)
(شعبهٔ بانک ملی ایران در دبی)
(ساختمان چاپخانهٔ مرکزی بانک مرکزی)
(جامعهٔ الزهرای قم)
(مصلای قم)
(دانشکدهٔ پزشکی قم)
(ساختمان‌های اولیهٔ آسایشگاه کهریزک)
(کارخانهٔ مینو)
(ساختمان نابینایان تهران)
- لوون بابایان

لوون بابایان (زاده۱۳۰۴ش)، معمار، در تبریز به دنیا آمد. وی دانش‌آموختهٔ رشتهٔ معماری از دانشگاه تهران و دارای دیپلم مهندسی از انگلستان است.
آثار او عبارت اند از:
(کشتارگاه تهران)
(طرح ساختمان الحاقی سازمان برنامه و بودجه (واقع در میدان بهارستان))
(مدرسهٔ ابتدایی و راهنمایی اَرَس (آراکس) تهران)
(طرح هتل بابا طاهر در همدان (مرکز توانبخشی کنونی))
(طرح نمایشگاه و دفتر مرکزی شرکت ارج (در خیابان سپهبد قرنی، این طرح اجرا نشد))
(طراحی و ساخت ساختمان‌های مسکونی و اداری متعدد در تهران، ابوظبی، آمریکا و کانادا)
- مارکار گالستیانس

مارکار گالستیانس موفق به دریافت مدال برای ساختمان وزارت امور خارجه گردیده است

مارکار گالستیانس (متولد ۱۲۶۷ خورشیدی-وفات ۱۳۶۴ خورشیدی)، معروف به الگال، مهندس معمار، در جلفای اصفهان به دنیا آمد. وی دانش‌آموختهٔ کالج کینگز لندن بود.
آثار او عبارت اند از:
(ساختمان پستخانهٔ مرکزی (خیابان امام خمینی))
(بانک شاهی ایران (بانک تجارت شعبهٔ میدان امام خمینی))
(ساختمان شمارهٔ ۱ وزارت امور خارجه)
- وارطان هوانسیان

وارطان هوانسیان (۱۲۷۴–۱۳۶۱) معمار ایرانی ارمنی‌تبار بود. او از مدافعان سرسخت معماری مدرن در ایران به‌شمار می‌آمد.
آثار او عبارت اند از:
(هنرستان دختران تهران، تهران، ۱۳۱۴–۱۳۱۷)
(هتل دربند، تهران، ۱۳۱۴–۱۳۱۷)
(تکمیل باشگاه افسران وزارت جنگ (طرح اصلی توسط گابریل گورکیان)، تهران)
(کاخ شهناز پهلوی، سعد آباد)
(سینما متروپل، تهران)
(سینما دایانا، تهران)
(مهمانخانه ایستگاه راه‌آهن تهران، ۱۳۱۹)
(هتل فردوسی، تهران)
(ساختمان مرکزی بانک سپه، تهران، ۱۳۲۹–۱۳۳۲)
(بانک سپه شعبه بازار تهران)
(مراکز بانک سپه در شهرستان‌ها)
(ساختمان جیپ، تهران)
(مجتمع آپارتمان‌های شاهرضا، تهران)
- هوانس اونیک قریبیان

هوانس اونیک قریبیان (متولد۱۲۷۸- وفات۱۳۶۴ش)، معمار، در تفلیس به دنیا آمد. وی دانش‌آموختهٔ رشتهٔ معماری از دانشگاه کیف بود. او مهندس ناظر بناهای نظامی تهران بود.
آثار او عبارت اند از:
(معماری شهرداری تبریز)
(شهرداری ارومیه)
(بناهای سلطنتی رضاشاه)
(کاخ مرمر رامسر)
(مهمان خانهٔ رامسر)
- نکتار پاپازیان

نکتار پاپازیان، از جمله اولین معماران زن ایرانی، متعلق به نخستین نسل از دانش آموختگان معماری دانشگاه تهران می‌باشد. نکتار پاپازیان در شهر اراک به دنیا آمد و بعد از گذراندن تحصیلات ابتدایی و متوسطه در تهران و گرفتن دیپلم ریاضی، به تحصیل در رشته معماری دانشگاه تهران پرداخت. پس از آن، پاپازیان، برای ادامه تحصیل عازم فرانسه شد و در دانشگاه بوزار پاریس به ادامه تحصیل پرداخت. وی در مدت ده سالی که در پاریس اقامت داشت، به کار در دفاتر معماری نیز مشغول بود.
نکتار پاپازیان از جمله معماران زن ایرانی شرکت‌کننده در کنگره بین‌المللی زنان معمار در سال ۱۳۵۶ بود.
آثار او عبارت اند از:
(دانشگاه جندی شاپور)
(بخشهایی از دانشگاه تبریز)
(طرح جامع تبریز)
(گمرک آستارا)
(دبیرستان جامع دانشگاه بوعلی همدان)
(انستیتو مربیان حرفه‌ای کرج)
- لوون پالانچیان

لِئون پالانچیان (درگذشته ۱۵ مرداد ۱۳۴۸) سرمایه‌دار و از سازندگان جاده هراز میان تهران و دریای خزر است.
لوون پالانچیان به واسطه داشتن امکانات مالی و تجهیزاتی ساختمانی و دارا بودن شرکتی بزرگ در دهه ۴۰، ۵۰ و در زمان ریاست ابوالحسن ابتهاج بر سازمان برنامه ساخت جاده هراز را آغاز و بعد از مدتی به پایان برد.
- آرمن حق نظریان

آرمن حق نظریان (زاده ۵ مه ۱۹۴۱ در تهران - درگذشته ۱۹ فوریهٔ ۲۰۰۹ در شهر آخن) , معمار ایرانی ارمنی تبار در زمینه کلیساها بود.

## ترکیه
امور مهندسی و نوسازی دربار عثمانی بر عهدهٔ امیر جانیک سروریان بود. ادارهٔ این امور پس از چندی به خانوادهٔ پالیان واگذار شد. کاخ دلمه باغچه از بناهای معروف استانبول ساختهٔ «نیکوقایوس پالیان» از خاندان پالیان است.

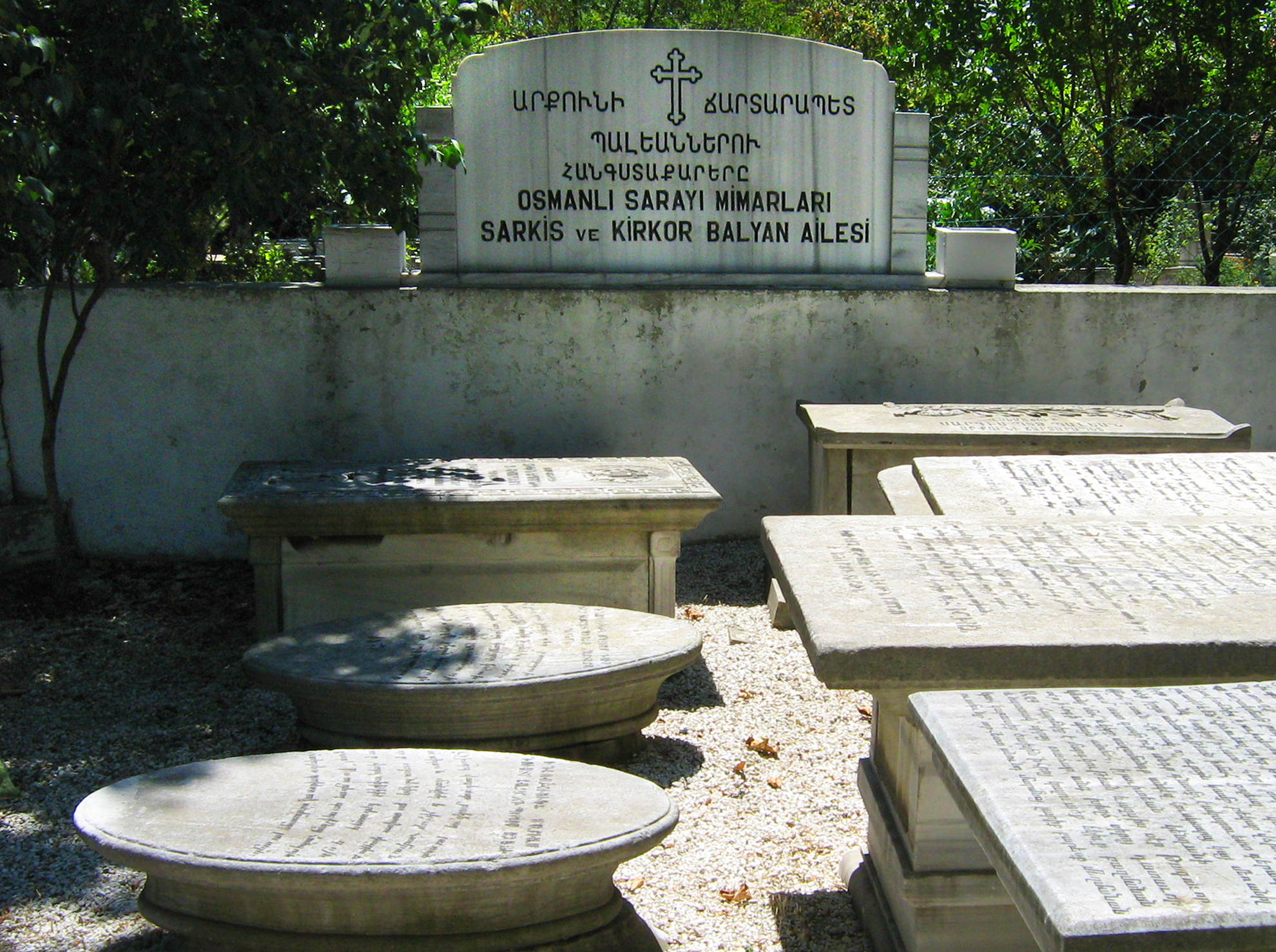
آرامگاه خانواده بالایان در استانبول (اسکودار)

در ۱۸۶۱ میلادی، عبدالعزیز یکم به جای عبدالمجید یکم بر تخت سلطنت نشست. به فرمان او بناهایی متعدد از جمله قصرهای معروف دو سوی تنگه بسفر و پادگان‌های ارتش به دست خاندان پالیان ساخته شد. از دیگر بناهای معروف ساخته شده به دست این خانواده می‌توان: «بنای معروف گالاتاسرای»، «قصر سارنابورنوی» و «بندر و برج دویست متری اطفای حریق» را نام برد.

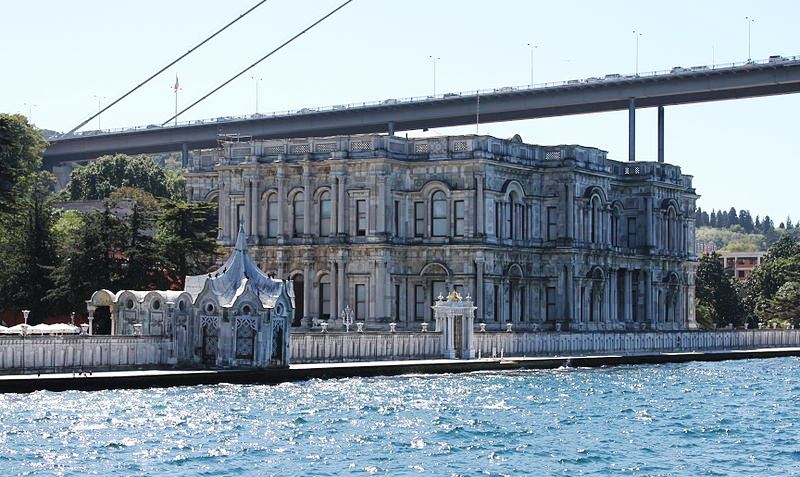
قصر بِیلَربِی اثر معروف سارکیس بالیان

اعضای خانوادهٔ پالیان که از خانواده‌های معروف ارمنی و از مهم‌ترین معماران سلطنتی دربار پادشاهان عثمانی بوده‌اند.

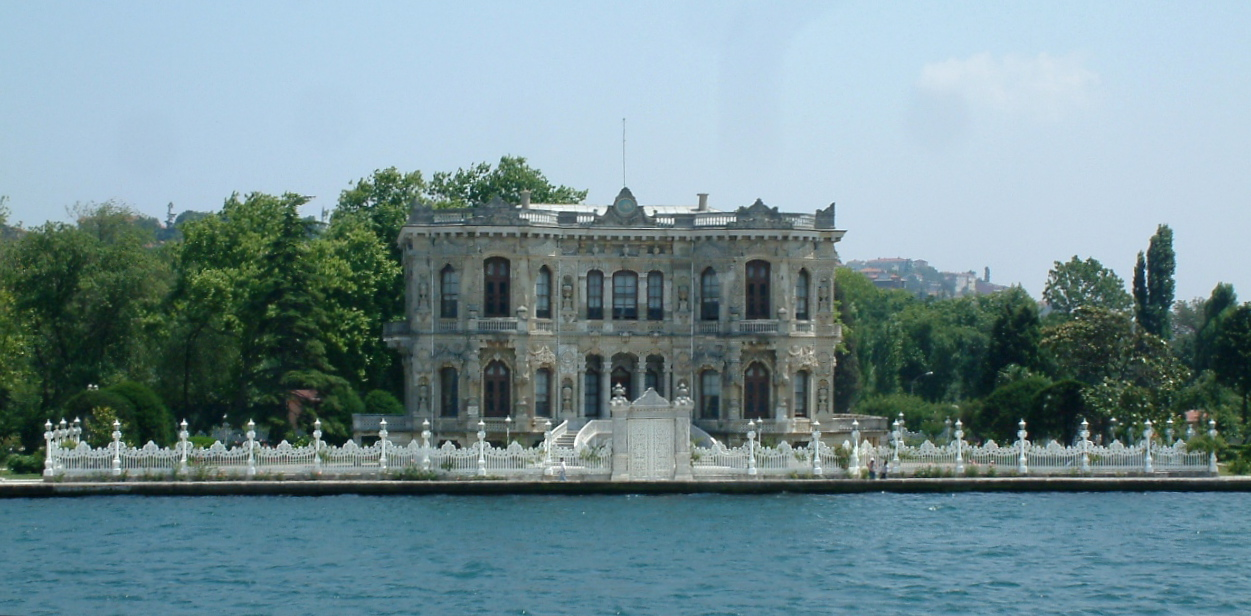
قصر کوچوکسو اثر معروف نیکوقوس بالیان

تعدادی از آثار معماری کاراپِت آمیرا پالیان
- مسجد دولماباغچه[۷]
- آرامگاه محمود دوم، در منطقهٔ چِمبِرلیتاش[پانویس ۴]
- کاخ دلمه‌باغچه
- مدرسهٔ حاربیه[پانویس ۵]
- پادگان سواره نظام کولهلی[پانویس ۶] (دبیرستان نظامی کولهلی[پانویس ۷] کنونی)، در منطقهٔ وانیکوی[پانویس ۸]

تعدادی از آثار معماری گریکور آمیرا پالیان
- مسجد نُصرتیه،[پانویس ۹]
- پادگان سلیمیه،[پانویس ۱۰] در منطقهٔ اسکودار[پانویس ۱۱]

تعدادی از آثار معماری نیکوقوس پالیان
- قصر کوچوکسو[پانویس ۱۲]
- در ورودی کاخ دلمه‌باغچه با کنده کاریهای فوق‌العاده و تالار پذیرایی مجلل این قصر با چلچراغ عظیم و معروف آویزان در وسط آن
- قصر ایهلامور[پانویس ۱۳]

تعدادی از آثار معماری سارکیس پالیان
- قصر بِیلَربِی[پانویس ۱۴]
- ساختمان تسلیحات و بنای کلانتری منطقهٔ ماچکا[پانویس ۱۵] (ساختمان کنونی دانشکدهٔ مدیریت دانشگاه فنی استانبول[پانویس ۱۶] و ساختمان کنونی مدرسهٔ زبانهای خارجی همان دانشگاه)
- مسجد سعدآباد،[پانویس ۱۷] در منطقهٔ کائتحانه[پانویس ۱۸]
- حاربیه،[پانویس ۱۹] ساختمان وزارت دفاع دورهٔ عثمانی (ساختمان کنونی ریاست دانشگاه استانبول[پانویس ۲۰])
- قصر چراغان[پانویس ۲۱])

باید متذکر شد که قلعهٔ معروف «بیاضیت»، که جزو شاهکارهای برجسته و فراموش نشدنی استانبول محسوب می‌شود، نیز اثر «سِنهکِریم بالیان»، از قدیمی‌ترین اعضای خانوادهٔ بالیان، است.
- معمار سینان

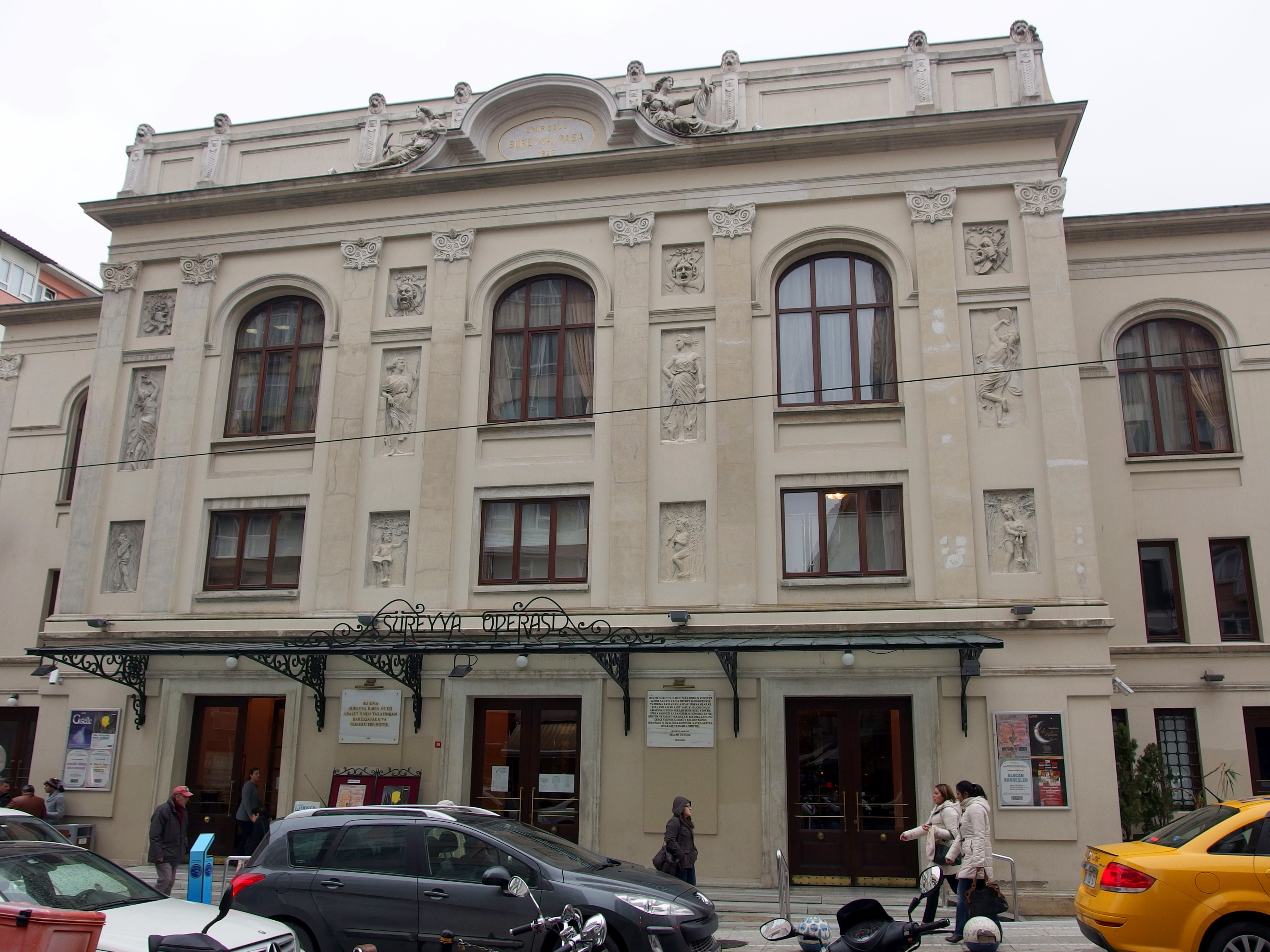
خانه اُپرا به نام سوریا مهندس معمار گِغام گاوافیان

معمار سینان ارمنی خالق آثاری مانند: گنبد مسجد سلیمانیه، مسجد شاهزاده (استانبول)، مسجد سلیمیه، مسجد بنیا باشی، مجموعه مساجد میهریماه سلطان، که با هنرمندی باعث جاودانگی خود و استانبول شد، ارمنی از روستای آرناسِ کایسری بود.
- گِغام گاوافیان

گِغام گاوافیان (متولد۱۸۸۸ میلادی استانبول- وفات ۱۹۵۹ میلادی سوئیس)، «خانه اُپرا به نام سوریا» در شهر استانبول که ساخت آن در سال ۱۹۲۷ میلادی به پایان رسید.

## جمهوری آذربایجان

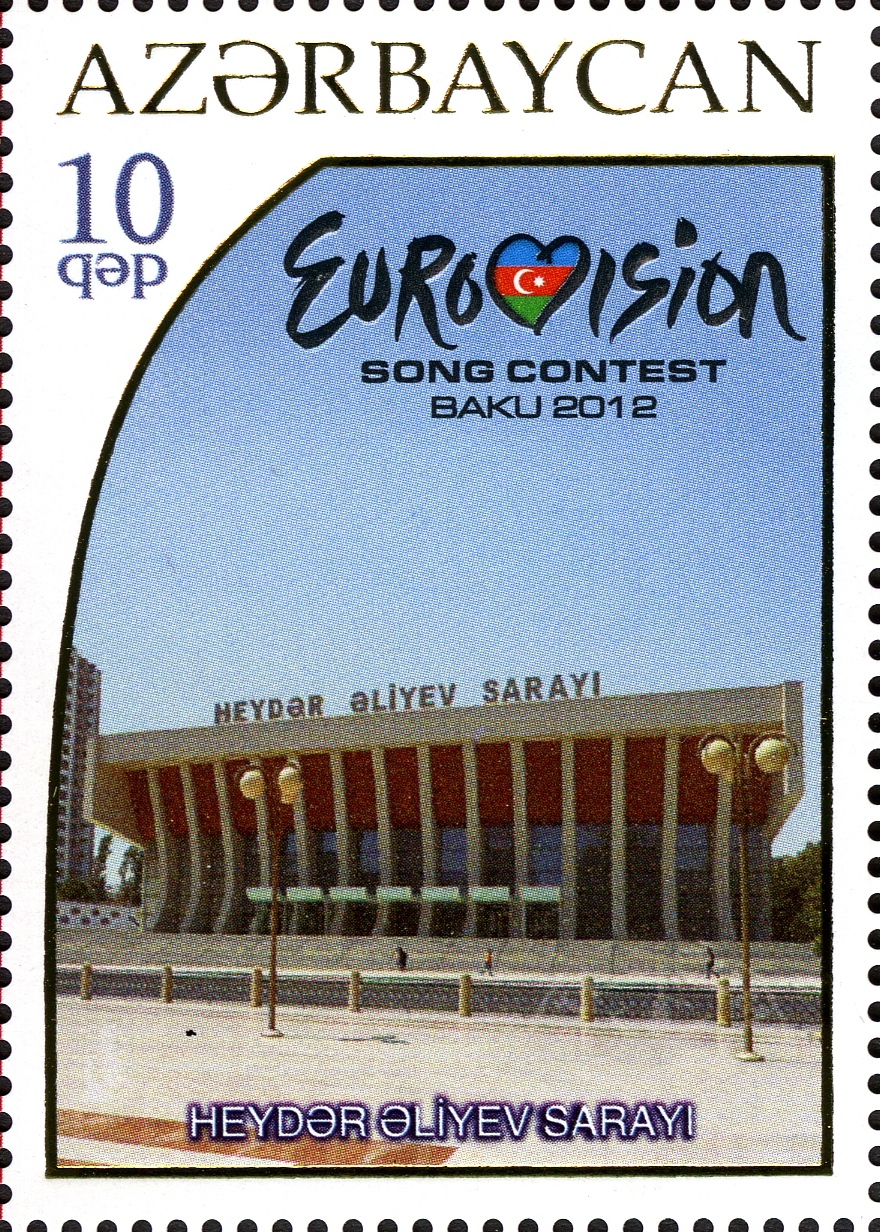
کاخ ریاست جمهوری حیدر علی‌اف طرح و ساخت آن برعهده مهندسان ارمنی به نام:ملیک سدکوف، توروسیان، تووماسیان و آوانس بود.

در پایان سده نوزدهم و در آغاز سده بیستم ساخت و ساز شهری به‌طور همزمان با توسعه اقتصادی در شهر باکو توسعه گسترده‌ای یافت با استخراج نفت به‌طور ناگهانی فرصت‌های اقتصادی تغییر گسترده‌ای یافت و ساخت ساز صنعتی – مسکونی و ساختمان‌های عمومی گسترش یافت و در مقیاس وسیعی ساخت و ساز در شهرهای جمهوری سوسیالیستی شوروی آذربایجان نیز با افزایش سریع جمعیت گره خورد.
پیشرفت شهر باکو بدون مشارکت گسترده از معماران ارمنی که تحصیل کرده سن پترزبورگ بودند امکان‌پذیر نبود. معماران ارمنی سبک جدیدی از معماری روسی را در شهر باکو طراحی و به اجرا درآوردند.
- گابریل میکائیلیان

آثار او عبارت اند از:
(بیمارستان زنان و زایمان در سال ۱۸۹۹ در باکو)،
(ساختمان وزارت باکو)،
(بانک تجارت ۱۹۰۵ الی ۱۹۱۰)،
(ساخت کلیساهای متعدد) و چندین اثر دیگر.
- نیکوقایوس بایو

ساختمان تئاتر باکو در سال ۱۹۱۳ که در حال حاضر اُپرا و تئاتر باله باکو می‌باشد. مجموعه‌ای از مدارس و ورزشگاه و ساختمان‌های مسکونی و ایستگاه راه آهن صابونچی در سال ۱۹۲۷ توسط او طراحی و ساخته شده‌است.
- از دیگر طراح و معماران معروف را می‌توان به: مهندس وارطان سارگسیان و فریدون آغالیان نام برد، که ساختمان‌های اسکان کارگران شرکت نفت در شهر مردکن و ساختمان خانه کارگر و ده‌ها ساختمان‌های دیگر را ساختند.

<<یکی از معروفترین ساختمانهای باکو کاخ حیدر علی‌اف یا «کاخ ریاست جمهوری حیدر علی‌اف» می‌باشد که طرح و ساخت آن برعهده مهندسان ارمنی به نام:ملیک سدکوف، توروسیان، تووماسیان و آوانس بود این کاخ در سال ۱۹۷۲م بنا شد و در سال ۲۰۰۳ توسط دولت وقت نمای ساختمان تا حدودی تغییر یافت و بازسازی شد. >>

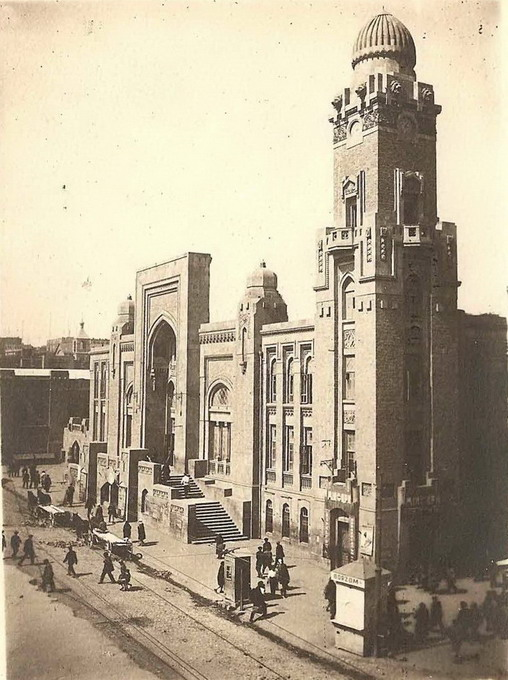
ایستگاه راه آهن صابونچی در سال ۱۹۲۷ توسط نیکوقایوس بایو در باکو
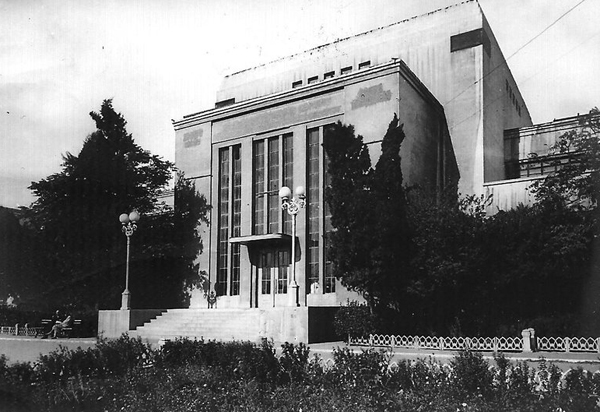
ساختمان انستیتو فیزیوتراپی ساخته شده در سال ۱۹۲۹ توسط مهندس معمار گابریل میکائیلیان در شهر باکو
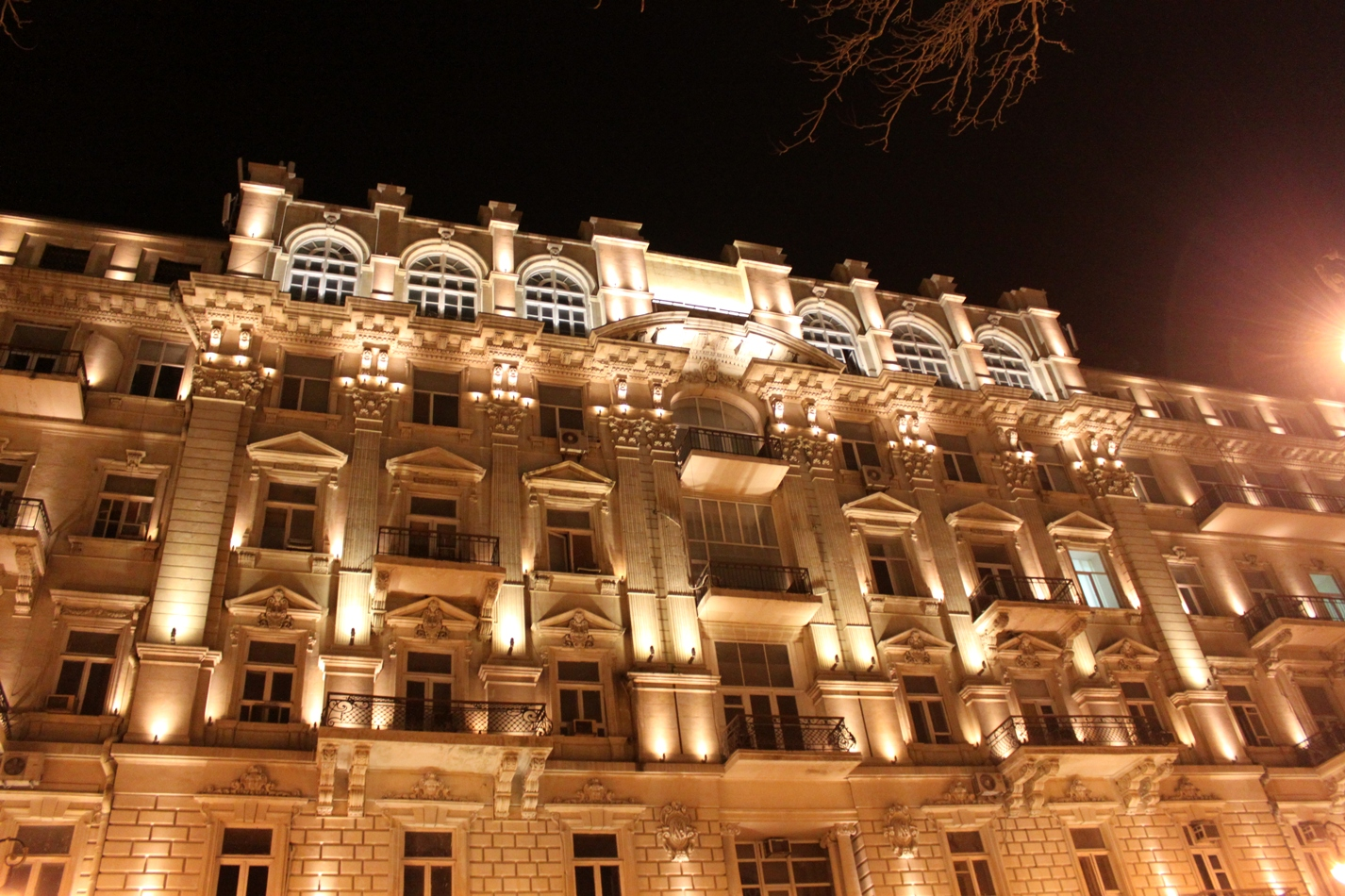
آپارتمان ۷ طبقه در شهر باکو که مالک آن یک ارمنی به نام میرزابکیان بود. توسط مهندس معمار وارطان سارگسیان ساخته شده‌است.
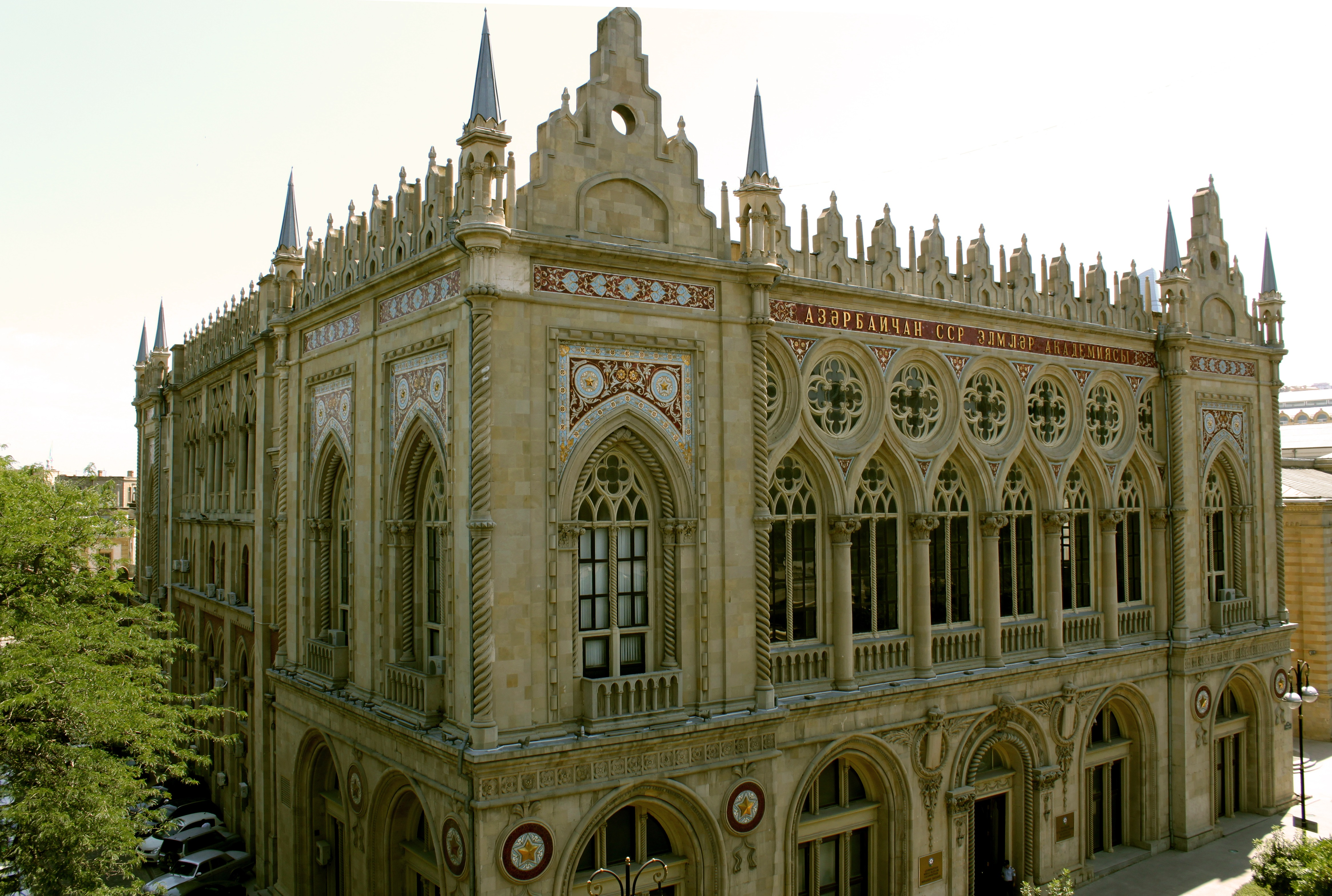
نوسازی کردن کاخ اسماعیلیه در سال ۱۹۱۸ توسط مهندس معمار وارطان سارگسیان صورت گرفت

## سایر کشورها
- هوهانس کاچازنونی

آثار او عبارت اند از:
(ساختمان اسقف‌نشین شیراک و کلیسای تادئوس و بارتوقیمئوس مقدس در باکو)
- میهران مسروبیان

آثار او عبارت اند از:
(یک ساختمان تاریخی در میدان دوپونت شهر واشینگتن، دی سی که در سال ۱۹۳۱ میلادی به اتمام رسید).
(ساختمان واشینگتن ماریوت واردمَن پارک که یکی از هتلهای شرکت ماریوت می‌باشد در شهر واشینگتن، دی سی). و چند اثر دیگر.
- رافائل اسرائیلیان[پانویس ۲۸]

آثار او عبارت اند از:
(بنای یادبود نبرد سارداراباد در استان آرماویر، کلیسای وارطان مقدس در ایالت نیویورک و کلیسای نِرسِس مقدس در اروگوئه). و چند اثر دیگر.
- مانوک اکسرجیان[پانویس ۲۹]

آثار او عبارت اند از:
(کلیسای حواری ارمنی صلیب مقدس در ایالت نیویورک و چند اثر دیگر.
- ادوارد مکرتیچ اوتوچیان، (زاده ۱۹۰۵ میلادی فرانسه-وفات ۱۹۷۵ میلادی)[پانویس ۳۰]

(تخصص او ایجاد شهرهای زیرزمینی می‌باشد. اوتوچیان در سال ۱۹۳۷ میلادی یک کمیته بین‌المللی دائمی، ایجاد فناوری‌های زیرزمینی و برنامه‌ریزی تأسیس کرده بود که برای ترویج استفاده از فضای زیر زمین و ایجاد شهر زیرزمینی بود).
- آلکساندر تامانیان

آثار او عبارت اند از:
از با ارزشترین آثار او (میدان جمهوری، ایروان و اپرا تئاتر ایروان می‌باشد). و چند اثر دیگر.

ساختمان واشینگتن ماریوت واردمَن پارک، مهندس معمار میهران مِسروبیان
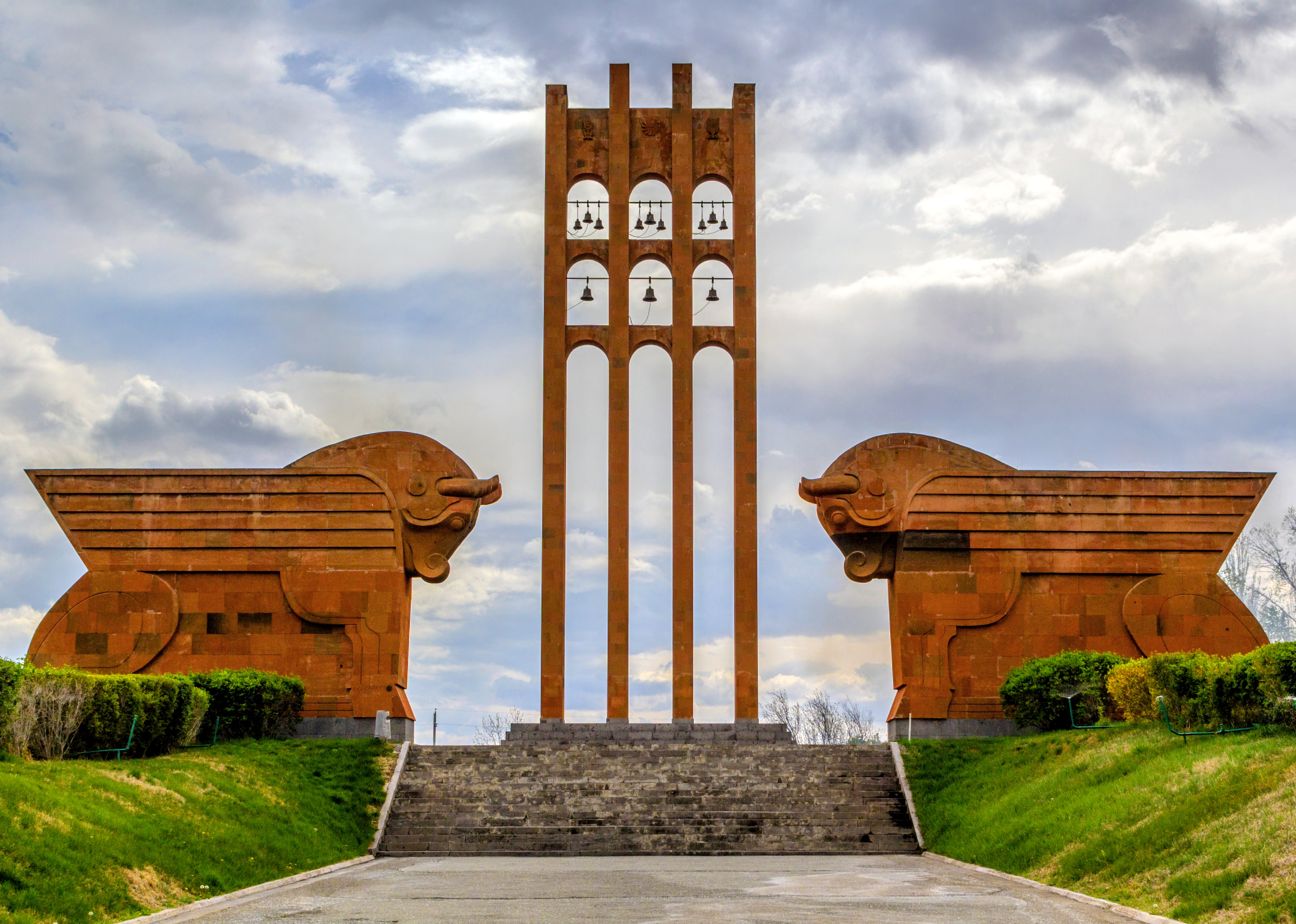
بنای یادبود نبرد سارداراباد، مهندس معمار، رافائل اسرائیلیان
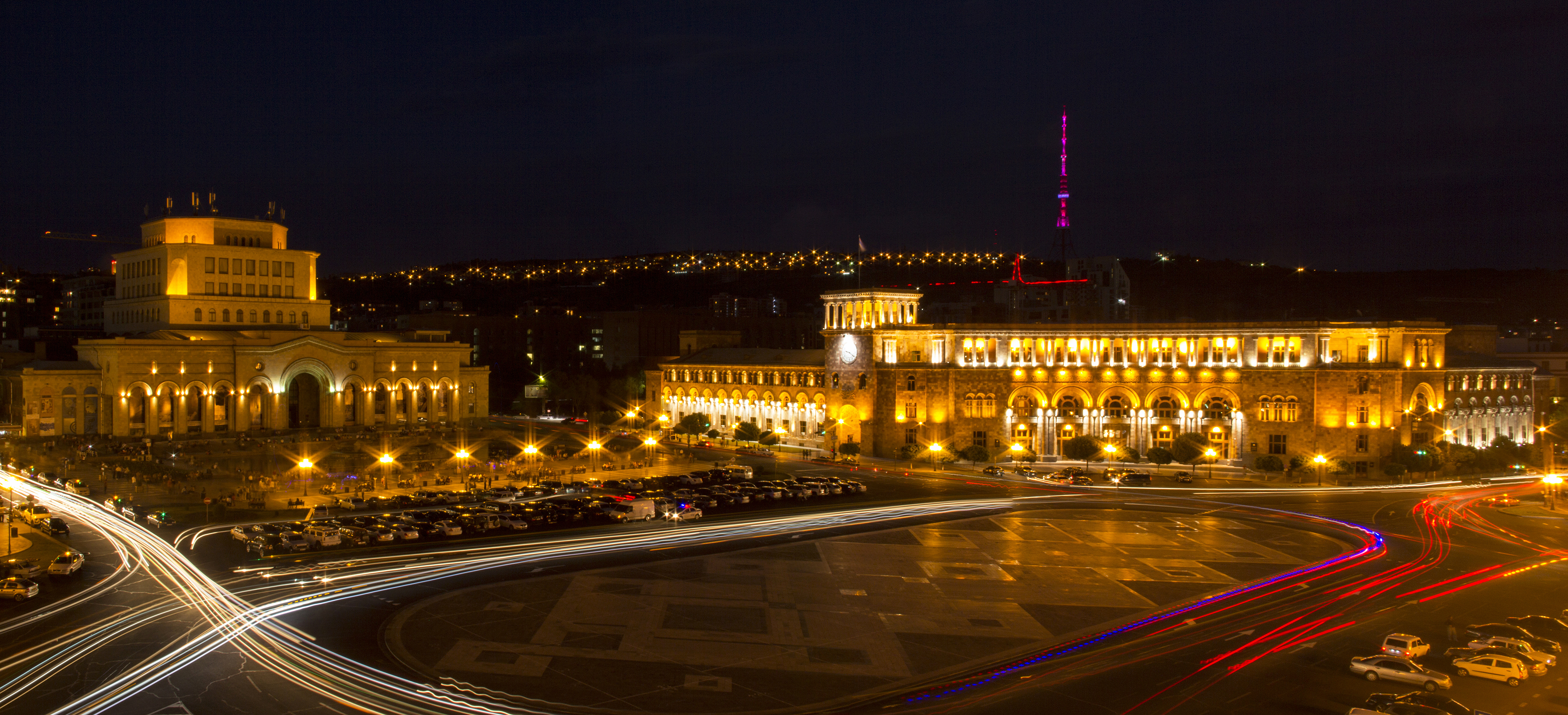
میدان جمهوری، ایروان، مهندس معمار آلکساندر تامانیان
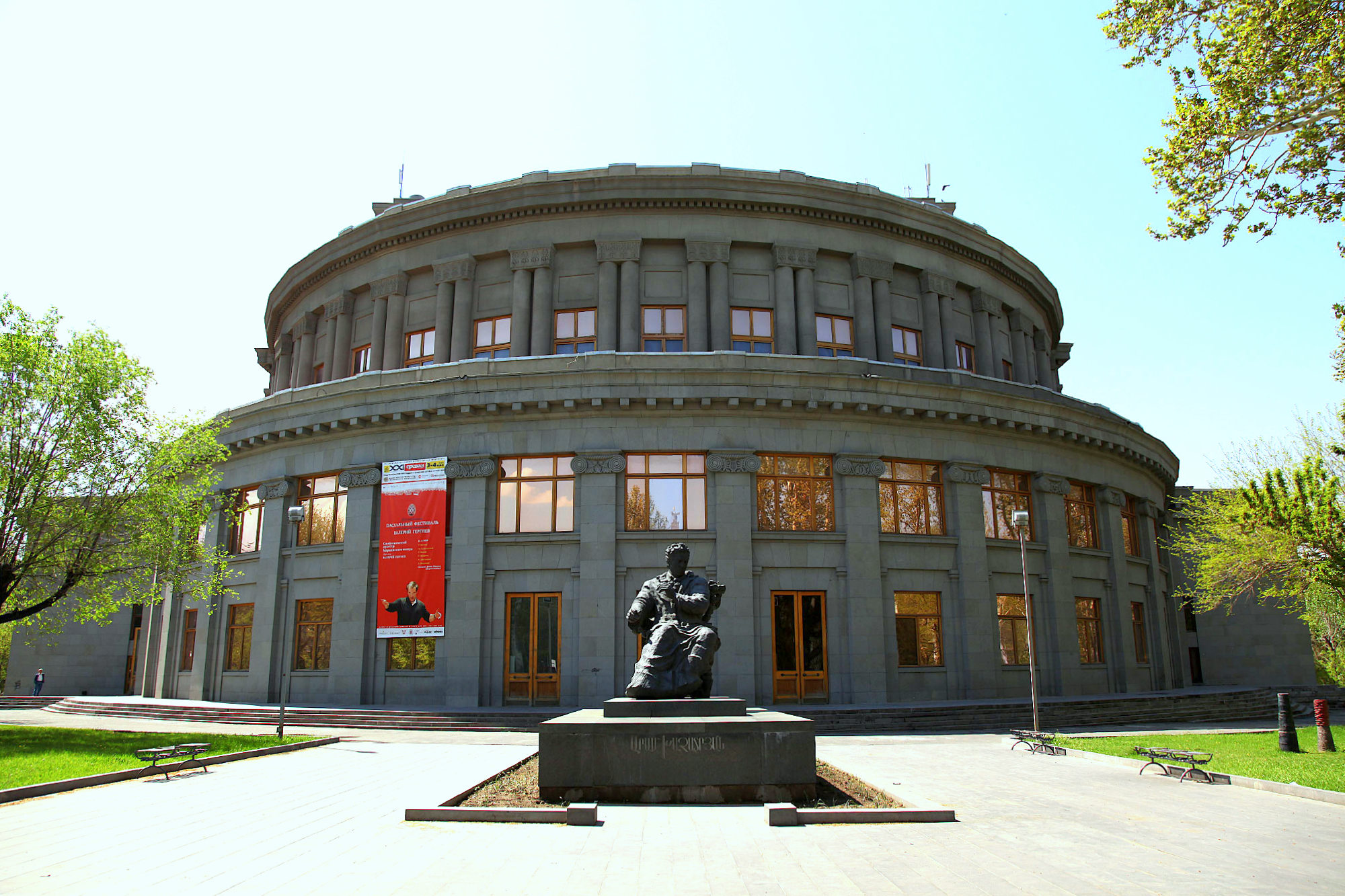
اپرا تئاتر ایروان، مهندس معمار آلکساندر تامانیان